# Erbi(III) oxide
Erbi(III) Oxide, được tổng hợp từ erbi lithanit có công thức hóa học là Er2O3. Nó được mô tả một phần bởi Carl Gustaf Mosander năm 1843, và lần đầu tiên thu được dưới dạng tinh khiết vào năm 1905 bởi Georges Urbain và Charles James. Erbi(III) Oxide là một hợp chất có màu hồng với cấu trúc tinh thể khối. Trong điều kiện nhất định, nó cũng có thể có dạng lục giác.  Erbi(III) Oxide là một chất gây độc khi hít hay vô tình uống phải, hoặc tiêm vào máu với lượng lớn. Ảnh hưởng của hóa chất ở nồng độ thấp trên người trong thời gian dài chưa được xác định.

## Sử dụng
Các ứng dụng của Er2O3 rất đa dạng, tùy vào nhu cầu sử dụng các tính chất: tính chất điện, quang học và quang phát quang. Vật liệu nano pha tạp với Er3+ rất được quan tâm vì chúng có đặc tính quang học và điện trở phụ thuộc vào kích cỡ thước hạt.
Erbi(III) Oxide là một trong những hợp chất của kim loại thuộc nhóm đất hiếm quan trọng nhất được sử dụng trong y học cũng như sinh học. Tính chất phát quang của các hạt nano erbi(III) Oxide trên các ống nano cacbon làm cho chúng trở nên hữu ích trong các ứng dụng y sinh học.